# Convenzione sul patrimonio dell'umanità
La Convenzione sulla Protezione del Patrimonio Mondiale, culturale e naturale dell'Umanità o anche "del patrimonio mondiale", è una convenzione internazionale per l'identificazione, la protezione e la conservazione del patrimonio mondiale culturale e naturale considerato di importanza per tutta l'umanità. La convenzione venne adottata dalla conferenza generale dell'UNESCO a Parigi il 16 novembre 1972 ed è stata ratificata dall'Italia con Legge 6 aprile 1977, n. 184

## Storia
L'idea di creare un movimento internazionale per la protezione di siti di importanza mondiale apparve inizialmente dopo la prima guerra mondiale, quando ci si è resi conto dell'imponenza della devastazione.
La necessità di proteggere i siti culturali nacque con la decisione di costruire la diga di Assuan, in Egitto, con la conseguente inondazione dei templi di Abu Simbel. Nel 1959, su richiesta dei governi egiziano e sudanese, l'UNESCO lanciò una campagna internazionale. Il risultato delle ricerche e delle consultazioni internazionali fu la realizzazione di un progetto che fece storia: i templi di Abu Simbel e di File furono letteralmente segati in pezzi, smontati, trasportati fuori dall'area di inondazione, e rimontati dove sono ancora oggi visitabili e rappresentano ancora una fra le più importanti mete turistiche del pianeta.
Tutta la campagna costò 80 milioni di dollari, la cui metà fu finanziata da circa 50 diversi Paesi. Questo progetto fece capire l'importanza della cooperazione internazionale per la conservazione del patrimonio culturale universale.
A seguito di Abu Simbel iniziarono una serie di progetti di cooperazione internazionale per la salvaguardia di altri siti importanti come Venezia (in Italia), Mohenjo-daro (in Pakistan) e Borobodur (in Indonesia). L'UNESCO ha quindi iniziato a lavorare con il neofondato International Council on Monuments and Sites (Consiglio internazionale su siti e monumenti, ICOMOS) alla prima bozza della Convenzione sulla conservazione del patrimonio culturale).
L'idea di inserire nella Convenzione anche il patrimonio ambientale venne dagli Stati Uniti d'America, che durante una conferenza presso la Casa Bianca nel 1965 incitò la creazione di una “Associazione per il patrimonio mondiale”. L'Associazione avrebbe dovuto stimolare la cooperazione internazionale nella conservazione delle “aree di eccezionale valore scenico, naturale e siti storici”. Nonostante questa posizione degli USA possa sembrare fuori luogo ora (visto che lo stesso Paese sembra essere lontano dai temi ambientali) lo si spiega con il fatto che gli USA avrebbero avuto un posto molto marginale in una Convenzione internazionale che protegge siti storici o culturali.
Nel 1968 l'IUCN sviluppò una proposta simile a quella degli USA per i suoi membri. Queste idee vennero presentate a Stoccolma nel 1972 alla Conferenza sull'ambiente umano delle Nazioni Unite, dove un testo venne accettato dai Paesi partecipanti, ed adottato dall'UNESCO, con il nome di Convenzione sul patrimonio dell'umanità.

## Contenuto della Convenzione
Il testo della Convenzione risente molto dell'approccio culturale anche nel suo approccio alla conservazione del patrimonio naturale. Tale approccio era tipico del periodo ma è stato anche fortemente influenzato dalla presenza dell'UNESCO. La Convenzione infatti considera il patrimonio culturale e ambientale come il legame tra il nostro passato, ciò che siamo ora, e ciò che passeremo alle generazioni future. Il patrimonio culturale ed ambientale hanno importanza anche in quanto da sempre fonte di ispirazione della mente umana, punti di riferimento importanti per l'umanità, rappresentano insomma la nostra stessa identità.
Un altro punto importante della Convenzione, e piuttosto innovativo per i tempi in cui fu elaborata, è la dichiarazione che un sito importante è patrimonio mondiale, ossia di tutta l'umanità indipendentemente da dove si trovi. Firmando la Convenzione, infatti, le Parti si impegnano a riconoscere che, una volta iscritti nella lista della Convenzione, la protezione dei loro siti diventa un dovere della comunità internazionale tutta.
Il testo cita “Sia pure in pieno rispetto della sovranità degli stati nei cui territori il patrimonio culturale e naturale […] sia situato, e senza pregiudicare i diritti di proprietà forniti dalla legislazione nazionale, gli Stati Parte di questa Convenzione riconoscono che tale patrimonio costituisce un patrimonio mondiale per la cui protezione tutta la comunità internazionale ha il dovere di cooperare”.

## Funzionamento della Convenzione
L'Assemblea generale di tutti gli Stati membri della Convenzione si riunisce durante le conferenze generali dell'UNESCO. L'Assemblea elegge i membri del Comitato per il patrimonio dell'umanità e concorda le quote di partecipazione dei Paesi al World Heritage Fund, ossia il fondo finanziario della Convenzione. I lavori della Convenzione sono portati avanti dal Comitato per il patrimonio dell'umanità (World Heritage Committe) che è formato dai rappresentanti dei 21 Paesi eletti dall'Assemblea generale. Il Comitato rimane in carica per 4 anni e si riunisce una volta l'anno.
Il Comitato è responsabile di definire l'utilizzo dei fondi del World Heritage Fund, decide l'iscrizione o meno dei siti candidati nella World Heritage List, ossia la lista della Convenzione, ha il potere di consultare organizzazioni esterne alla Convenzione e di richiedere ai Paesi membri di migliorare la gestione dei propri siti quando necessario. Il Comitato decide anche sulla iscrizione e sulla cancellazione dei siti nella Danger List, nonché la cancellazione di un sito dalla World Heritage List. Per la prima volta nella storia della Convenzione, a Siviglia nel 2009, il Comitato ha deciso la cancellazione di un sito dalla lista. Il sito era quello della città di Dresda, in Germania.
Il Comitato, inoltre, nomina il Bureau, un organo formato dai rappresentanti di 7 Stati Membri, i quali hanno il compito di coordinare il lavoro del Comitato organizzandone i lavori e le riunioni. Il Bureau ha durata di un anno. Nel 2013 il Bureau della Convenzione era presieduto dalla Cambogia ed aveva come vicepresidenti l'Algeria, la Colombia, il Senegal, la Svizzera e la Thailandia, mentre il rapporteur era la Serbia. I 21 Stati del Comitato nel 2013 erano: Algeria, Cambogia, Colombia, Emirati Arabi Uniti, Estonia, Etiopia, Francia, Germania, Giappone, India, Iraq, Malaysia, Mali, Messico, Qatar, Russia, Senegal, Serbia, Sudafrica, Svizzera, Thailandia.
Il ruolo dell'UNESCO nella Convenzione è principalmente quello di:
- incoraggiare i paesi a firmare la Convenzione e ad assicurare la protezione del loro patrimonio culturale ed ambientale;
- incoraggiare le parti della Convenzione a nominare siti per l'inclusione nel patrimonio dell'umanità nel loro territorio nazionale;
- incoraggiare le parti della Convenzione a mettere in piedi un sistema di gestione delle informazioni relative allo stato di conservazione dei siti patrimonio dell'umanità;
- aiutare le parti a salvaguardare i siti patrimonio dell'umanità fornendo assistenza tecnica e formazione;
- fornire assistenza per siti in pericolo;
- essere di supporto alle attività di sensibilizzazione sulla conservazione dei siti;
- incoraggiare la partecipazione delle comunità locali nella conservazione dei siti patrimonio dell'umanità;
- incoraggiare la cooperazione internazionale nella conservazione dei siti patrimonio dell'umanità.

## Criteri
Per essere incluso nella lista ufficiale della Convenzione, la Lista dei patrimoni dell'umanità, un sito deve presentare valori di universalità, unicità ed insostituibilità (nel caso andassero perduti) stabiliti dalla Convenzione stessa. Fino al 2004 i criteri erano solo sei in ambito culturale e quattro in ambito naturalistico. Dal 2005 esiste un insieme di 10 criteri, che vale per entrambe le tipologie di sito.
Il Comitato del patrimonio dell'umanità, un gruppo ristretto di 21 Stati membri nominati dall'Assemblea generale i quali rimangono in carica per un termine di 4 anni, prende in considerazione le candidature dei siti proposti dai vari Paesi e, sulla base anche delle posizioni tecniche e scientifiche delle Organizzazioni preposte, decide se inserire o meno i siti candidati all'interno della lista.
Criteri di selezione:
1. rappresentare un capolavoro del genio creativo umano;
2. testimoniare un cambiamento considerevole culturale in un dato periodo sia in campo archeologico sia architettonico sia della tecnologia, artistico o paesaggistico;
3. apportare una testimonianza unica o eccezionale su una tradizione culturale o della civiltà;
4. offrire un esempio eminente di un tipo di costruzione architettonica o del paesaggio o tecnologico illustrante uno dei periodi della storia umana;
5. essere un esempio eminente dell'interazione umana con l'ambiente;
6. essere direttamente associato a avvenimenti legati a idee, credenze o opere artistiche e letterarie aventi un significato universale eccezionale (possibilmente in associazione ad altri punti);
7. rappresentare dei fenomeni naturali o atmosfere di una bellezza naturale e di una importanza estetica eccezionale;
8. essere uno degli esempi rappresentativi di grandi epoche storiche a testimonianza della vita o dei processi geologici;
9. essere uno degli esempi eminenti dei processi ecologici e biologici in corso nell'evoluzione dell'ecosistema;
10. contenere gli habitat naturali più rappresentativi e più importanti per la conservazione delle biodiversità, compresi gli spazi minacciati aventi un particolare valore universale eccezionale dal punto di vista della scienza e della conservazione.

Dal 1992 il risultato delle interazioni tra l'uomo e l'ambiente può essere riconosciuto come paesaggio culturale.

## I siti in pericolo: la "Danger List"
Nonostante lo status di protezione e gli sforzi internazionali per proteggere i 690 siti della Lista Patrimonio dell'Umanità, lo stato di conservazione di alcuni siti può comunque essere messo in pericolo da fattori difficili da controllare. Le cause di queste minacce possono essere le più varie: dalle guerre ai terremoti o altri disastri naturali, dall'inquinamento al bracconaggio o all'abusivismo. Per questo motivo alcuni siti sono stati inseriti in una lista chiamata Danger List che elenca i siti appunto in pericolo.
Sono inclusi nella Danger List i siti “per la cui conservazione sono necessarie delle importanti operazioni”, un criterio apparentemente piuttosto soggettivo che infatti viene utilizzato in maniera diversa. Mentre alcuni paesi cercano di includere i propri siti nella Danger List in modo da ottenere supporto da parte della comunità internazionale, altri cercano di evitare di avere siti nella lista in modo da non dare una cattiva immagine del proprio Paese.
L'obiettivo principale della Danger List è infatti quello di veicolare l'informazione verso la comunità internazionale la quale deve in qualche modo farsi carico del problema ed agire in supporto di tali siti in pericolo, indipendentemente dal Paese in cui si trovino. Il pericolo, che può essere reale o potenziale, deve essere analizzato in maniera scientifica in modo da poter sviluppare un programma di misure correttive da mettere in atto. Un sistema di monitoraggio dei risultati deve anche essere organizzato.
Alcuni esempi possono essere quelli dei palazzi reali di Abomey, in Benin, che furono iscritti direttamente nella Danger List quando entrarono a fare parte della Lista Patrimonio Mondiale nel 1985. Da allora è stato finanziato un programma di restauro che ha riportato gli edifici ad un livello di protezione tale da non essere più a rischio. Così come sono state restaurate le moschee di Timbuctù, in Mali, messe a rischio dall'avanzare del deserto; o anche gli edifici gotici e barocchi della città di Ragusa di Dalmazia, sono stati restaurati dai danni della guerra.
Più complessi sono generalmente i pericoli delle aree naturali dove non sempre si riesce a restaurare i danni o fermare le cause di pericolo. Un caso è quello delle concessioni minerarie in aree originariamente parte della Riserva naturale del Monte Nimba, un'area forestale tra Guinea e Costa d'Avorio tra le più importanti di tutta l'Africa Occidentale. Possiamo anche citare la difficoltà che la comunità internazionale incontra nel cercare di controllare i rischi posti dalla pesca insostenibile e dall'invasione di specie aliene nelle isole Galápagos, al largo delle coste dell'Ecuador.
Alcuni esempi di successo possono invece essere considerati quello del Parco Nazionale Royal Chitwan, in Nepal, dove sopravvivono circa 400 esemplari di rinoceronte indiano. Il Comitato sul Patrimonio dell'Umanità chiese alla Banca Asiatica di Sviluppo e al Governo nepalese di rivedere lo studio di impatto ambientale che di fatto consentiva la deviazione del corso del fiume Rapti. La revisione diede ragione al Comitato, si rese conto che la popolazione di rinoceronti sarebbe stata messa a rischio e bloccò il progetto.
In un modo simile si riuscì a salvare le Piramidi di Giza in Egitto dalla costruzione di un'autostrada; il sito archeologico di Delfi, in Grecia, da un impianto per la lavorazione dell'alluminio; il centro storico di Cartagena, in Colombia, dall'abusivismo e molti altri siti. Un esempio finito male è quello della città di Dresda, in Germania, che dopo essere stata inclusa nella Danger List per molto tempo a causa di una serie di nuove infrastrutture per il trasporto pubblico in zone protette, dopo molti richiami da parte del Comitato, è stata definitivamente de-listata (ossia cancellata) nel 2009.